# Roženvenska Mati Božja (Caravaggio)
Roženvenska Mati Božja je slika, ki jo je okoli leta 1605 dokončal italijanski baročni slikar Caravaggio, in je danes v Kunsthistorisches Museum na Dunaju. To je edina slika Caravaggia, ki bi ji lahko rekli standardna baročna oltarna slika.

## Izvor in predmet
Roženvenska Mati Božja je edina dokazana votivna ali donatorska slika iz umetnikovega opusa. Ustanovitelj in naročnik slike je prikazan na spodnjem levem robu slike in je še danes neznan, tako kot dominikanski samostan ali dominikanska cerkev, ki ji je bila slika očitno namenjena. Dejstvo, da se v dobro preiskanih rimskih in neapeljskih arhivih doslej ni pojavila nobena novica o tej veliki oltarni sliki, kaže na (takrat propadlo) naročilo za dominikansko cerkev v severni Italiji. V poštev bi prišla mesta, s katerimi je bil Caravaggio ali njegovi rimski pokrovitelji povezani, kot so Genova, Siena ali Firence.
Prikazana je legenda, ki jo je okoli leta 1468 razširil Alanus de Rupe (latinizirano iz Alain de la Roche, tudi Alanus van der Clip; *1428, verjetno v Bretanji; † okoli 8. septembra 1475 v Zwolleju), po kateri je sveti Dominik, ustanovitelj dominikanskega reda, leta 1208 prejel rožni venec ob Marijinem prikazovanju in ga vnesel v svoj red. Legenda pripoveduje, da je Marija Dominiku dala rožni venec kot orožje v boju proti Albižanom.
Tema Roženvenske Matere Božje izhaja iz teme zaščitnice Marije. Zlasti dominikanci so s pridigami o novih vizijah zaščitnega plašča - v katerem Blažena mati, videna v nadaljevanju, umrle člane zadevnega reda vzame pod posebno zaščito svojega plašča - popularizirali Marijino slikovito podobo kot zavetnico vernikov. Marijin zaščitni plašč v zahodni umetnosti po navadi predstavljamo stoječ - pod pogojem, da v rokah ne drži Jezusovega otroka, - roke, iztegnjene nad množico majhnih oseb, predstavnikov družbe in duhovščine. V primeru Roženvenske Matere Božje Caravaggio spreminja to upodobitev tako, da otroku Jezusu pusti stati na sedežu med Marijinimi nogami, a otroka še vedno drži v naročju.

## Opis
Kaneliran steber na levi strani slike in rdeča zavesa, ki se razteza nad celotno širino slike, dajo kompoziciji notranji okvir. Marija je ustoličena postavljena nad štiri stoječe moške v dominikanskem habitu, z ustanoviteljem reda sv. Dominikom. V ospredju se stiskajo trije bosi moški v ogrinjalih, ki spominjajo na oblačila apostolov; pa tudi ženska z malčkom. Vmes na levem robu slike kleči ugleden gospod v črni halji in beli vratni nabornici. Ta slika, na kateri je viden naročnik ali darovalec slike, gleda čez desno ramo iz slike in tako zagotavlja pozornost gledalca.
Kompozicija ima za posledico strogo hierarhijo: mati in otrok odpreta sliko spodaj levo, pri čemer je ženska edina, ki sme gledati na Marijo, medtem ko njen otrok opazuje tri moške, različnih starosti, ki prihajajo z desne. Popolnoma oblečena sta starejša moška, mladenič je gol pod ogrinjalom, vsi trije iztegujejo roke, da bi iz rok ustanovitelja reda prejeli rožni venec.
Roki sv. Dominika, ki držita rožne vence, tvorita namišljeno vodoravno mejo med svetnikom in navadnimi ljudmi, med katere se pomeša ugledni naročnik, ki kot da odpira zaščitniški plašč svetnika za navadne ljudi in jih tako potisne na stran njegova nasilna pobožnost.
Otrok Jezus je prikazan stoječ v naročju, kar naj bi razjasnilo njegov izvor iz materine maternice. Medtem ko je Marija praktično pragmatična, ko govori Dominiku, naj razdeli rožne vence med revne, mali Jezus objema njena ramena, v otroški gesti zgrabi svoj izbočen trebuh in igrivo pogleda gledalca.

## Datacija in poreklo
Roženvenska Mati Božja je edina Caravaggiova oltarna slika, katere datum nastanka ni dokumentiran. Avtorstvo delov kompozicije, kot so zavesa, sama Marija in portret naročnika, je bilo v preteklosti celo sporno. Slika je bila pregledana od blizu z uporabo rentgenske in infrardeče reflektografije ter različnih metod površinske fotografije, natančno pa je bila preučena tudi struktura barvnih slojev. Rezultat so primerjali z drugimi deli iz rimskega in neapeljskega obdobja Caravaggia. Raziskava je prišla do zaključka, da vse kaže na ustvarjanje slike v rimskem obdobju, torej v prvih petih letih 17. stoletja, med stranskimi slikami kapele Cerasi (Križanje apostola Petra in Spreobrnenje apostola Pavla) v Santa Maria del Popolo iz leta 1601 in Madonna dei Pellegrini iz leta 1605.
Prvo pisno poročilo o sliki je bilo napisano v Neaplju. Od tam je slikar iz Bruggesa, Franz Pourbus starejši, 25. decembra 1607 pisal svojemu gospodarju, Vincenzu I. Gonzagi, da je Caravaggiova slika Roženvenska Mati Božja na voljo za 400 dukatov. Deset let kasneje lahko v oporoki antwerpenskega slikarja Louisa Finsona, ki je umrl leta 1617, preberemo, da je sliko kupil v Neaplju. Skupnost umetnikov okoli Petra Paula Rubensa, Jana Brueghla in Hendrika van Balena je sliko kupila iz Finsonove posesti, da bi jo podarila dominikancem za cerkev sv. Pavla v Antwerpnu. Slika je prispela tja leta 1619, cesar Jožef II. jo je videl leta 1782, pridobil in leta 1786 pripeljal na Dunaj. 